# Baja Verapaz (tỉnh)

Baja Verapaz

Baja Verapaz là một tỉnh ở Guatemala. Tỉnh này có diện tích 3124 km², dân số năm là 215.915 người. Tỉnh lỵ là Salamá.
Baja Verapaz có Mario Dary Biotope Preserve bảo vệ hệ sinh thái của khu vực, đặc biệt là loài chim quốc gia của Guatemala, Resplendent Quetzal.

## Các đô thị
1. Cubulco
2. Granados
3. Purulhá
4. Rabinal
5. Salamá
6. San Jerónimo
7. San Miguel Chicaj
8. Santa Cruz El Chol